# Kiawah Island
Kiawah Island est une île barrière appartenant aux Sea Islands, sur la côte atlantique des États-Unis. Elle est située à 24 km au sud de Charleston, dans le comté de Charleston (Caroline du Sud). Il s'agit également d'une ville.
Selon le Bureau du recensement des États-Unis, Kiawah Island mesure 35,1 km² (dont 28,9 km² de terre émergée et 6,2 km² d'eau).
Du jeudi 20 mai 2021 au dimanche 23 mai 2021, se déroule un tournoi majeur de golf, l’USPA 2021. C'est le parcours le plus long jamais joué, environ 7 km et bien sûr avec un vent d'un minimum de 25 km/h.

## Démographie
| 1990 | 2000  | 2010  | - | - | - |
| ---- | ----- | ----- | - | - | - |
| 718  | 1 163 | 1 626 | - | - | - |